# NDTV
NDTV est un réseau de télévision indien. Son PDG de 2016 à 2018 est Suparna Singh.